# Wereldkampioenschappen alpineskiën 1970
De Wereldkampioenschappen alpineskiën 1970 werden van 8 tot en met 15 februari 1970 gehouden in Val Gardena in Italië. Er stonden acht onderdelen op het programma, vier voor mannen en vier voor vrouwen. De Alpine Combinatie was een papieren race, gebaseerd op de resultaten van de Afdaling, Reuzenslalom en Slalom.

## Wedstrijdschema
| Datum       | Mannen       | Vrouwen      |
| ----------- | ------------ | ------------ |
| 08 februari | Slalom       |              |
| 10 februari | Reuzenslalom |              |
| 11 februari |              | Afdaling     |
| 13 februari |              | Slalom       |
| 14 februari |              | Reuzenslalom |
| 15 februari | Afdaling     |              |

## Medailles

### Mannen
| Onderdeel    | Goud                        | Goud    | Zilver                    | Zilver  | Brons                        | Brons   |
| ------------ | --------------------------- | ------- | ------------------------- | ------- | ---------------------------- | ------- |
| Combinatie   | Billy Kidd Verenigde Staten | 21.25   | Patrick Russel Frankrijk  | 50.15   | Andrzej Bachleda Polen       | 60.90   |
| Afdaling     | Bernhard Russi Zwitserland  | 2.24,57 | Karl Cordin Oostenrijk    | 2.24,79 | Malcolm Milne Australië      | 2.25,09 |
| Reuzenslalom | Karl Schranz Oostenrijk     | 4.19,19 | Werner Bleiner Oostenrijk | 4.19,58 | Dumeng Giovanoli Zwitserland | 4.21,15 |
| Slalom       | Jean-Noël Augert Frankrijk  | 1.39,47 | Patrick Russel Frankrijk  | 1.39,51 | Billy Kidd Verenigde Staten  | 1.39,53 |

### Vrouwen
| Onderdeel    | Goud                       | Goud    | Zilver                               | Zilver  | Brons                            | Brons   |
| ------------ | -------------------------- | ------- | ------------------------------------ | ------- | -------------------------------- | ------- |
| Combinatie   | Michèle Jacot Frankrijk    | 30.31   | Florence Steurer Frankrijk           | 37.69   | Marilyn Cochran Verenigde Staten | 41.84   |
| Afdaling     | Annerösli Zryd Zwitserland | 1.58,34 | Isabelle Mir Frankrijk               | 1.58,84 | Annemarie Moser-Pröll Oostenrijk | 2.00,43 |
| Reuzenslalom | Betsy Clifford Canada      | 1.20,46 | Ingrid Lafforgue Frankrijk           | 1.20,53 | Françoise Macchi Frankrijk       | 1.20,60 |
| Slalom       | Ingrid Lafforgue Frankrijk | 1.40,44 | Barbara Ann Cochran Verenigde Staten | 1.42,15 | Michèle Jacot Frankrijk          | 1.42,20 |

### Medailleklassement
| Plaats | Land             | Goud | Zilver | Brons | Totaal |
| 1      | Frankrijk        | 3    | 5      | 2     | 10     |
| 2      | Zwitserland      | 2    | 0      | 1     | 3      |
| 3      | Oostenrijk       | 1    | 2      | 1     | 4      |
| 4      | Verenigde Staten | 1    | 1      | 2     | 4      |
| 5      | Canada           | 1    | 0      | 0     | 1      |
| 6      | Australië        | 0    | 0      | 1     | 1      |
| 6      | Polen            | 0    | 0      | 1     | 1      |
| Totaal | Totaal           | 8    | 8      | 8     | 24     |